# Lukka

De staten die door de Lukka gesticht werden (links onder) worden gelocaliseerd in zuidwest Turkije.

De Lukka (of meervoud Lukku), later ook Lyciërs of Lyceanen genoemd, worden in Egyptische bronnen genoemd als een van de Zeevolken die rond 1220 v.Chr. de Nijldelta en Noordelijk Egypte binnendrongen.
De Lukku worden onder historici gelijkgesteld met de inwoners van de Lukka-landen zoals die beschreven worden in de Hettitische teksten. Deze Lukka-landen zijn inmiddels gelokaliseerd en lagen in of rondom Lycië; dat wil zeggen in het zuidwesten van het huidige Turkije. De lange inscriptie van Yalburt (of Ilgin) die in 1970 bij toeval ontdekt is, verhaalt van een veldtocht van Tudhaliya IV naar Lukka (Lycië), het bergachtige en vaak roerige gebied ten zuidwesten van het Hettitische rijk. De inscriptie vermeldt een aantal plaatsen waaronder Wiyanawanda, Talawa, Pinali, Awarna en de berg Patara. Deze namen zijn identificeerbaar met toponiemen in Lycië langs de rivier de Xanthos.
In de slag bij Kadesh steunden de Lukku de Hettieten, terwijl door Ramses II de Shardana als huurlingen werden ingezet .
In het vijfde jaar van zijn regering sloeg Merenptah een invasie terug van Liboe en Mesjwesj in alliantie met "Vreemden/volken van de Zee", namelijk Eqwesj, Taruisa, Lukku, Shardana en Sjekelesj. Opvallend is dat deze alliantie zowel stammen bevatte die in het verleden als hulptroepen voor het Hettitische rijk vochten als stammen die traditioneel hulptroepen leverden voor het Egyptische leger.
De Lukku worden in Egyptische bronnen al eerder gesignaleerd in de Amarnabrieven, waar zij als piraten voorkomen. Hun oorsprong is duister, en hun taal grotendeels onbekend. Wel is duidelijk uit Hettitische teksten dat zij geen koning hadden maar in een soort federatieverband leefden tussen verder zelfstandige steden. De Lukka worden door de Hettiten vrijwel altijd als opstandig gekenschetst. Meerdere malen wordt vermeld hoe een Hettitisch leger in Lukka-gebied (Lycië en/of Karië) in de problemen kwam, meestal door een combinatie van ruig terrein en hinderlagen.
De Lukka-landen en hun bevolking lijken een constante factor te zijn geweest in het ontstaan van conflicten in West-Anatolië gedurende de geschiedenis van het Hettitische rijk. Zo speelden zij een rol bij de machtsuitbreiding van Madduwatta, die een aanzienlijk deel van West-Anatolië onder zich verenigde en daarmee het Hettische rijk bedreigde. Ook de beruchte Piyamaradu (met dezelfde soort ambities) onderhield nauwe contacten met enkele Lukka-steden die specifiek genoemd worden. Zelfs Mursili's Arzawa-campagne werd in eerste instantie uitgelokt door Lukku die op de vlucht geslagen waren en in Arzawa een veilig onderkomen zochten.
In de laatste 30 jaar van het Hettitische rijk werden meerdere campagnes gevoerd tegen de Lukka-landen en ook tegen Cyprus (Alashia, waarvan we uit Egyptische teksten weten dat de Lukku het regelmatig plunderden). Het zal geen toeval zijn dat een van de laatste dingen die we vernemen van Ugarit (de belangrijkste Hettitische bondgenoot met een vloot) een brief is aan de koning van Cyprus, die vermeldt dat de Ugaritische vloot richting de Lukka -landen is uitgevaren. Vervolgens werd Ugarit (nu dus zonder vlootdekking) zelf vernietigd en ging kort daarop het licht uit in het Hettitische rijk.